# Eila Peitsalo
Eila Peitsalo (17 de abril de 1931 – 7 de diciembre de 1997) fue una actriz finlandesa.

## Biografía
Nacida en Turku, Finlandia, sus padres eran el actor y dramaturgo Ilmari Peitsalo y Ida Miettinen, apuntadora teatral. Tras completar sus estudios de primaria y secundaria en Turku y graduarse en 1948, Eila Peitsalo estudió actuación, entre otros lugares, en Suecia, en el Teatro Municipal de Gotemburgo en 1948–1949. Gracias al puesto de su madre, pudo empezar a actuar en el Kaupunginteatteri de Turku hasta el 1 de julio de 1951, cuando se incorporó al elenco del Teatro Nacional de Finlandia. En las décadas de 1950 y 1960 hizo viajes de estudios por Alemania, Austria, Polonia y Grecia. Su gama de papeles teatrales fue muy variada, actuando en obras como Mariuksen, El jardín de los cerezos y Tohvelisankarin rouva. Su último trabajo en el Teatro Nacional fue como Porter en Käärmeennahkatakki, obra de Tennessee Williams estrenada el 14 de enero de 1987.
A los 17 años de edad, Peitsalo actuó en su primera película, Laulava sydän. El productor Toivo Särkkä quedó enamorado de su actuación, facilitando que actuara como protagonista en la película Irmeli, seitsentoistavuotias (1948). Además de esta última, las películas más conocidas de Peitsalo fueron el drama de época Tanssi yli hautojen (1950), la comedia Isäpappa ja keltanokka (1950), la cinta policial Yhden yön hinta (1952) y Poika eli kesäänsä (1955), producción de la cual era protagonista. Actriz habitual de la productora Suomen Filmiteollisuus entre 1947 y 1954, su última actuación para la gran pantalla llegó en el film dirigido por Edvin Laine Akallinen mies (1986).
Desde finales de los años 1950 hasta 1988, Peitsalo actuó también en variadas producciones televisivas, entre ellas la serie Huivi (1962), el telefilm Hänen olivat linnut (1976) y la miniserie Painajainen (1988), su última aparición en televisión.
Eila Peitsalo falleció en 1997 en Helsinki, a los 66 años de edad. En 1952 se había casado con el fotógrafo Pentti Unho, con el que tuvo dos hijos: Jaana (1954) y Juhan (1957). El matrimonio se divorció en 1965.

## Filmografía
- 1948 : Laulava sydän
- 1948 : Irmeli, seitsentoistavuotias
- 1949 : Isäntä soittaa hanuria
- 1950 : Tanssi yli hautojen
- 1950 : Isäpappa ja keltanokka
- 1951 : Vihaan sinua – rakas
- 1951 : Pitkäjärveläiset
- 1952 : Yhden yön hinta
- 1952 : Tervetuloa aamukahville
- 1953 : Se alkoi sateessa
- 1953 : Jälkeen syntiinlankeemuksen
- 1954 : Kunnioittaen
- 1955 : Poika eli kesäänsä
- 1955 : Pekka ja Pätkä puistotäteinä
- 1956 : Lain mukaan
- 1962 : Ihana seikkailu
- 1963 : Turkasen tenava!
- 1974 : Vastamyrkky (telefilm)
- 1976 : Hänen olivat linnut (telefilm)
- 1983 : Akaton mies
- 1986 : Akallinen mies